# استنبولون
استنبولون (به انگلیسی: Stenbolone) با فرمول شیمیایی C۲۰H۳۰O۲ یک ترکیب شیمیایی با شناسه پاب‌کم ۲۳۴۴۵۴ است. که جرم مولی آن ۳۰۲٫۴۵ g/mol می‌باشد.